# Carlos Eduardo Monteiro
Carlos Eduardo Monteiro De Castro (Corumba, Mato Grosso del Sur, 6 de junio de 1972), conocido deportivamente como Edú, es un exfutbolista brasileño nacionalizado boliviano. Se desempeñaba como delantero.

## Clubes

### Como jugador
| Club                    | País    | Año         |
| ----------------------- | ------- | ----------- |
| Cooper                  | Bolivia | 1994        |
| Destroyers              | Bolivia | 1995        |
| Real Santa Cruz         | Bolivia | 1996 - 1997 |
| Oriente Petrolero       | Bolivia | 1998        |
| Real Santa Cruz         | Bolivia | 1999 - 2001 |
| Blooming                | Bolivia | 2002        |
| Independiente Petrolero | Bolivia | 2003        |
| Real Santa Cruz         | Bolivia | 2004        |
| Destroyers              | Bolivia | 2005        |
| Real Potosí             | Bolivia | 2006 - 2008 |

### Como asistente
| Club        | País    | Año  |
| ----------- | ------- | ---- |
| Real Potosí | Bolivia | 2021 |

### Goles internacionales
| Oriente Petrolero | 2 | 1 | Nacional          | Estadio Ramón Tahuichi Aguilera | 10 de marzo de 1998   | Copa Libertadores 1998 | Anotado           |
| Oriente Petrolero | 1 | 1 | Bolívar           | Estadio Ramón Tahuichi Aguilera | 18 de marzo de 1998   | Copa Libertadores 1998 | Anotado           |
| Peñarol           | 6 | 1 | Oriente Petrolero | Estadio Atilio Paiva Olivera    | 27 de marzo de 1998   | Copa Libertadores 1998 | Anotado           |
| Real Potosí       | 2 | 2 | Flamengo          | Estadio Víctor Agustín Ugarte   | 15 de febrero de 2007 | Copa Libertadores 2007 | Anotado           |
| Real Potosí       | 2 | 2 | Unión Maracaibo   | Estadio Víctor Agustín Ugarte   | 21 de marzo de 2007   | Copa Libertadores 2007 | Anotado · Anotado |
| Real Potosí       | 3 | 1 | Paraná            | Estadio Víctor Agustín Ugarte   | 11 de abril de 2007   | Copa Libertadores 2007 | Anotado           |

## Palmarés

### Títulos nacionales
| Título           | Club        | País    | Año           |
| ---------------- | ----------- | ------- | ------------- |
| Primera División | Real Potosí | Bolivia | Apertura 2007 |

### Torneos cortos
| Título          | Club            | País    | Año  |
| --------------- | --------------- | ------- | ---- |
| Torneo Apertura | Real Santa Cruz | Bolivia | 1996 |